# Эстен (Аверон)
Эсте́н (фр. Estaing, окс. Estanh) — коммуна во Франции, находится в регионе Окситания. Департамент — Аверон. Административный центр кантона Эстен. Округ коммуны — Родез.
Код INSEE коммуны — 12098.
Коммуна расположена приблизительно в 480 км к югу от Парижа, в 145 км северо-восточнее Тулузы, в 25 км к северу от Родеза.

## Население
Население коммуны на 2008 год составляло 607 человек.
| 1962 | 1968 | 1975 | 1982 | 1990 | 1999 | 2008 |
| ---- | ---- | ---- | ---- | ---- | ---- | ---- |
| 627  | 718  | 667  | 666  | 665  | 612  | 607  |

## Администрация
| Период | Период | Фамилия               | Партия                    | Примечания |
| ------ | ------ | --------------------- | ------------------------- | ---------- |
| 1965   | 1977   | Оливье Жискар д’Эстен | независимые республиканцы |            |
| 1977   | 1995   | Пьер Марк             |                           |            |
| 1995   | 2008   | Леон Ромьё            | Союз за народное движение |            |
| 2008   |        | Жан Прадалье          |                           |            |

## Экономика
В 2007 году среди 342 человек в трудоспособном возрасте (15—64 лет) 247 были экономически активными, 95 — неактивными (показатель активности — 72,2 %, в 1999 году было 67,5 %). Из 247 активных работали 232 человека (125 мужчин и 107 женщин), безработных было 15 (5 мужчин и 10 женщин). Среди 95 неактивных 31 человек были учениками или студентами, 40 — пенсионерами, 24 были неактивными по другим причинам.

## Достопримечательности
- Здание мэрии (XVI век). Памятник истории с 1975 года[3]
- Церковь Сен-Блез (XII век). Памятник истории с 1979 года[4]
- Церковь Сен-Флёре. Памятник истории с 1927 года[5]
- Замок Эстен (XV век). Памятник истории с 1945 года[6]
- Мост через реку Ло (XVI век). Памятник истории с 2005 года[7]
- Часовня Ураду (XVI век). Памятник истории с 1997 года[8]

## Фотогалерея

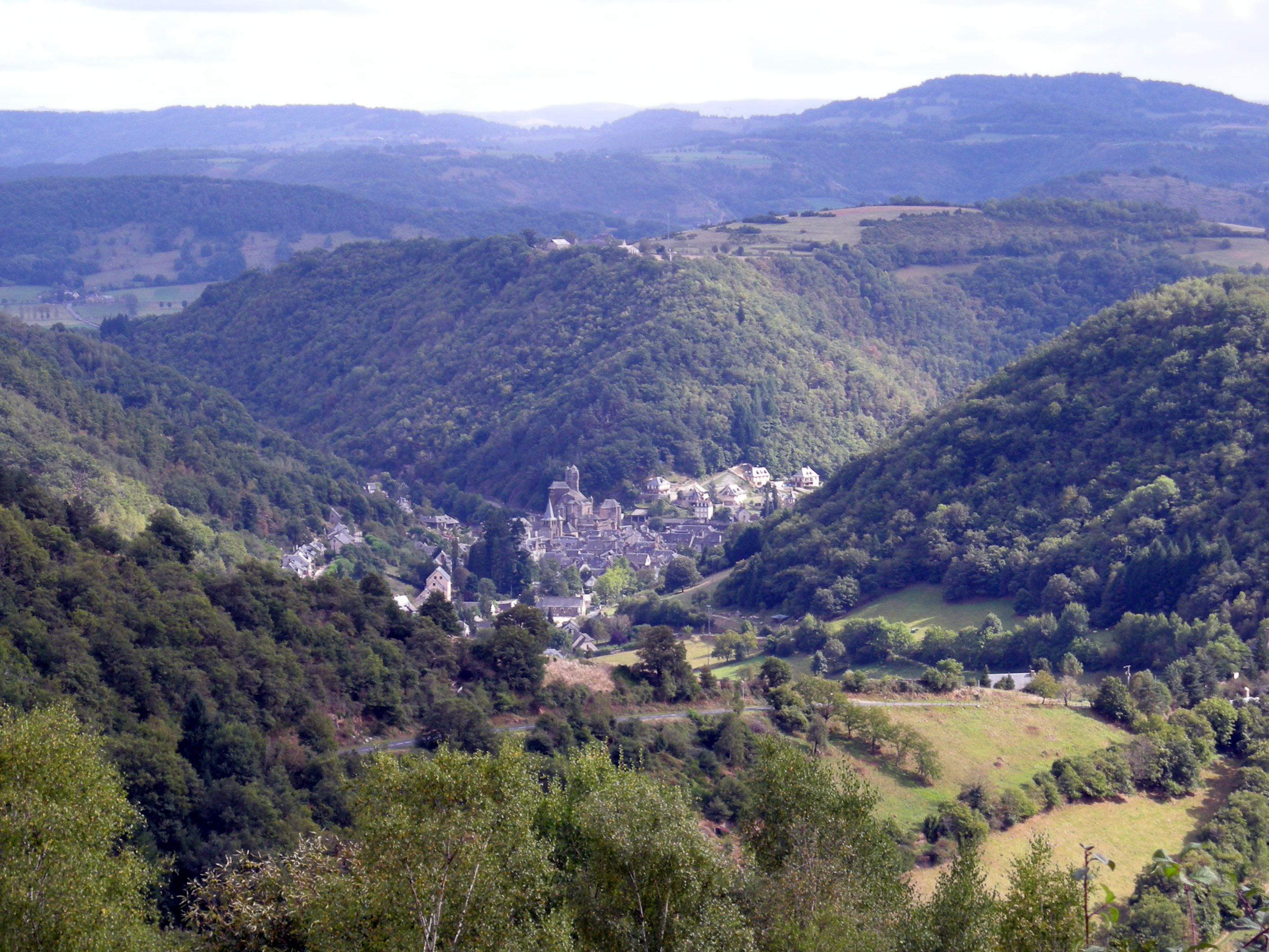
Эстен
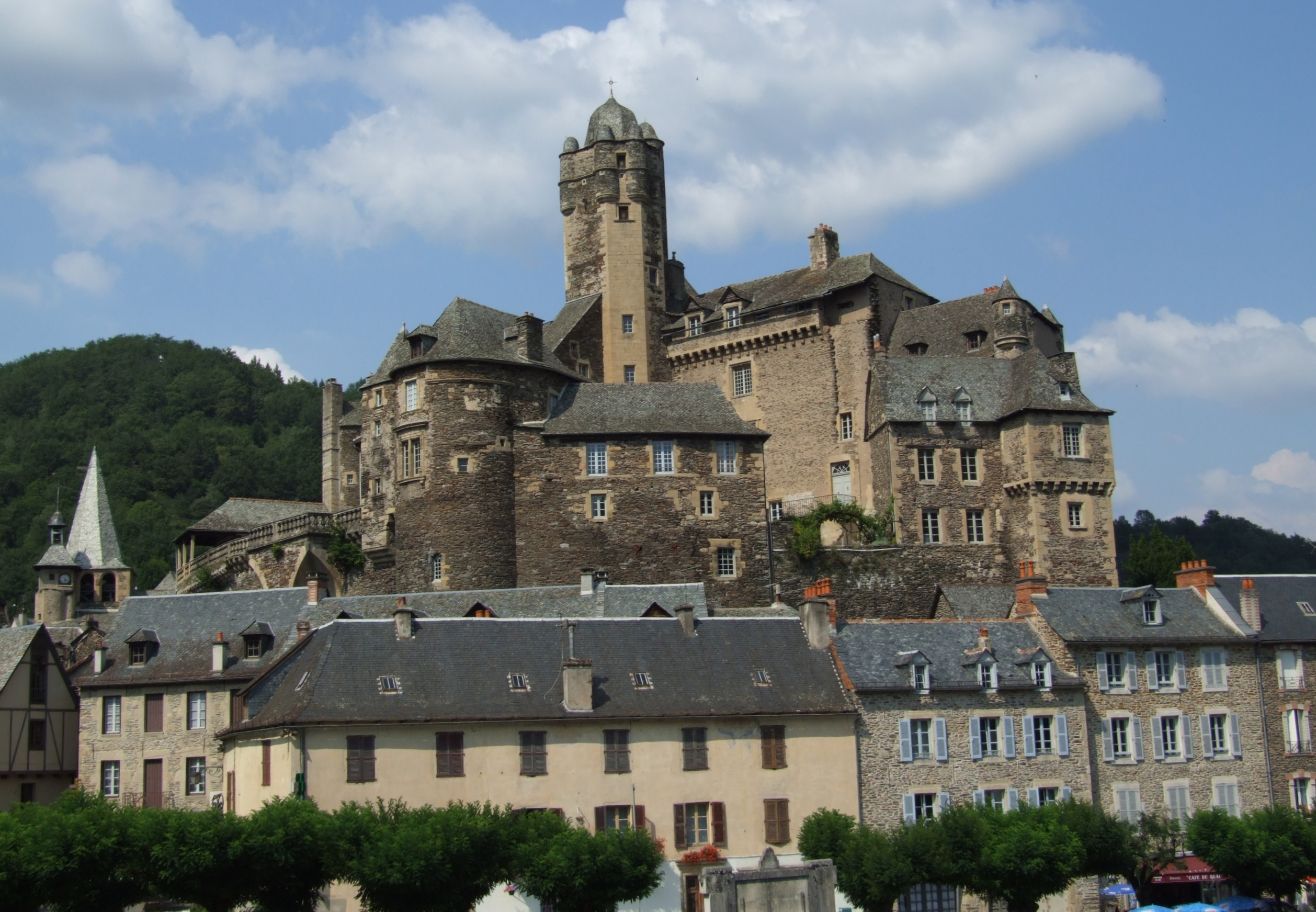
Замок Эстен
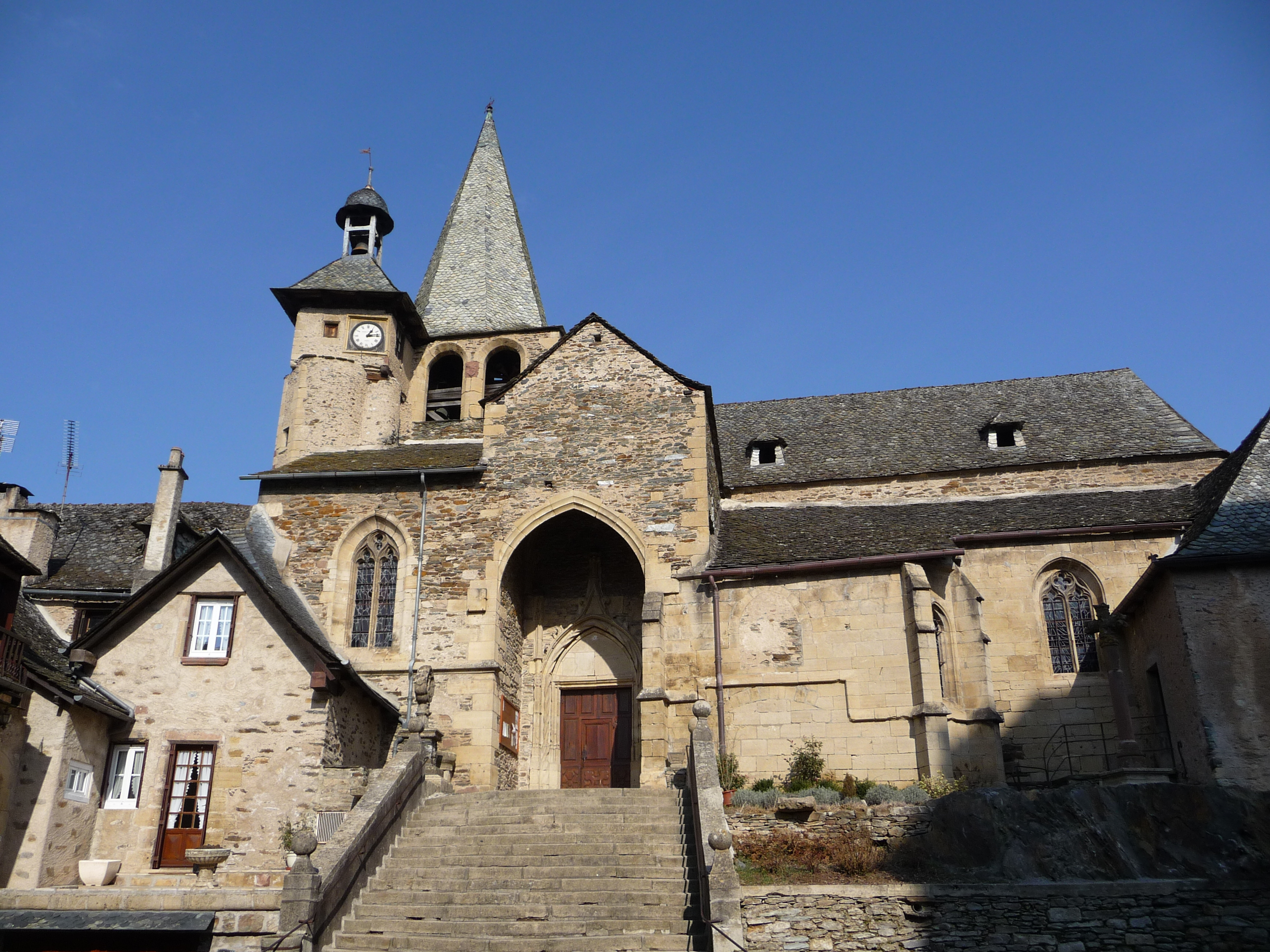
Церковь Сен-Флёре
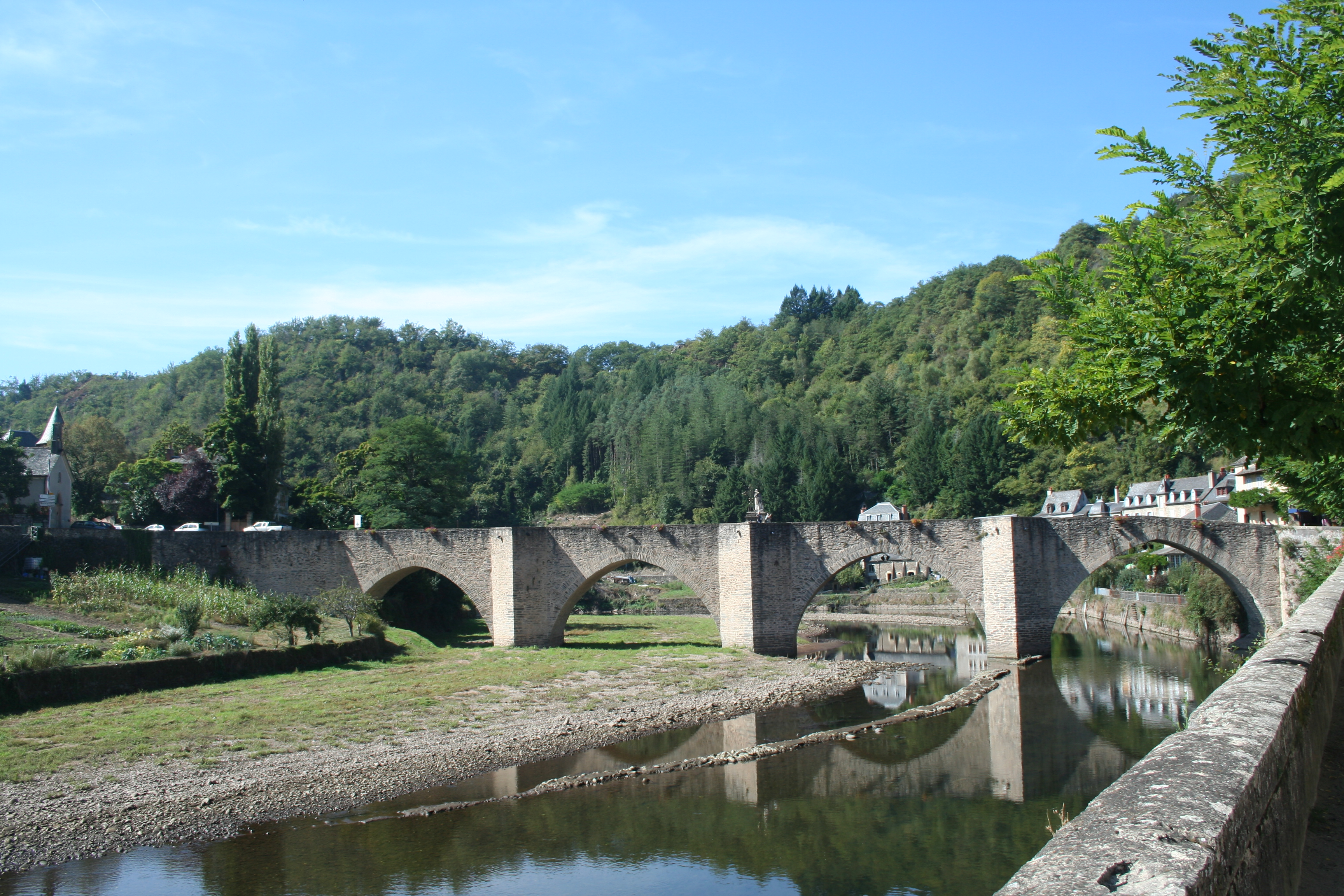
Мост через реку Ло
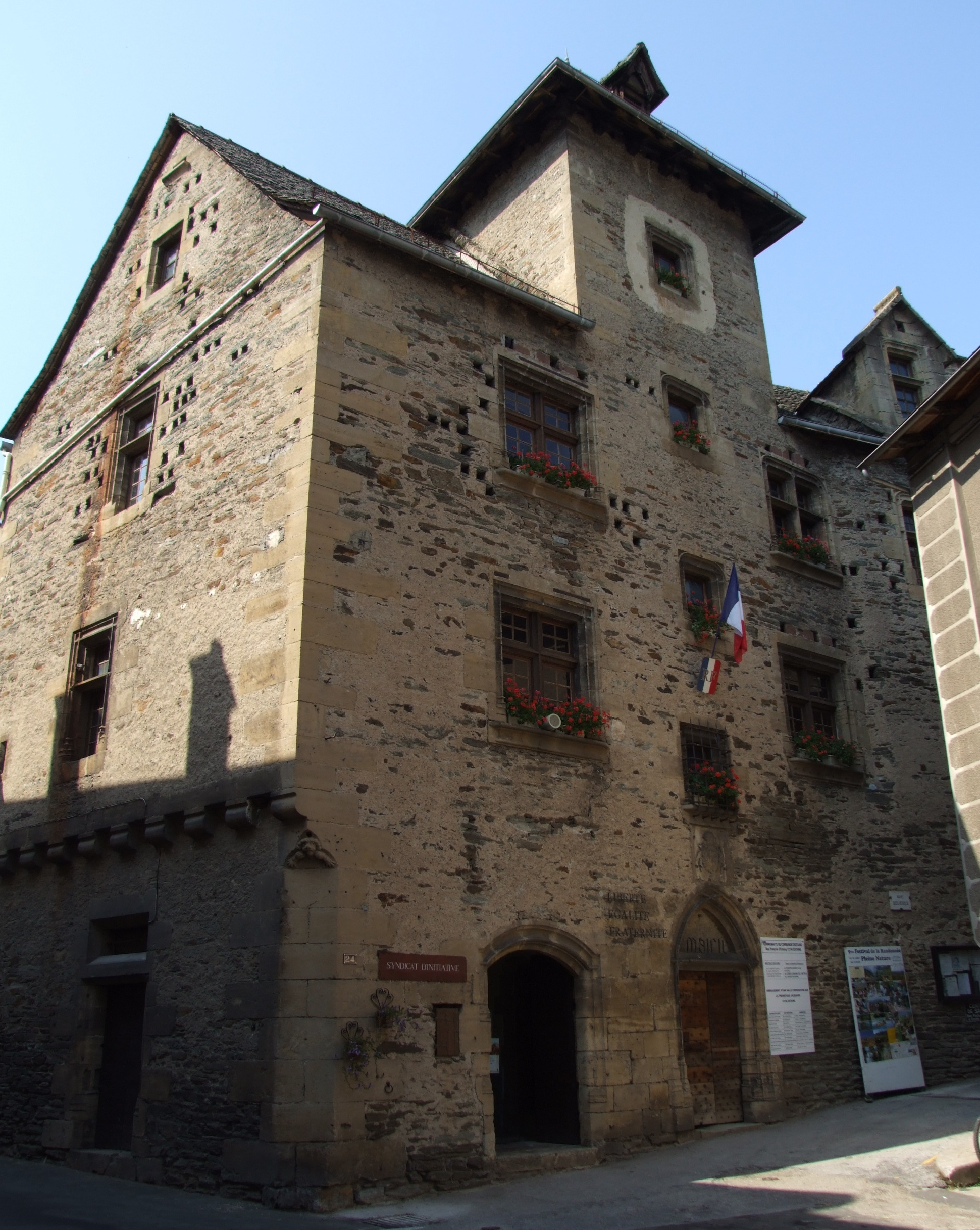
Мэрия
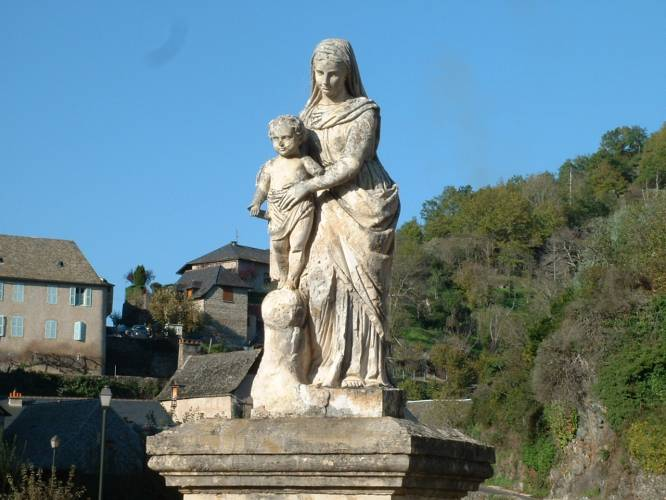
Статуя Девы Марии